# Samuel Morland

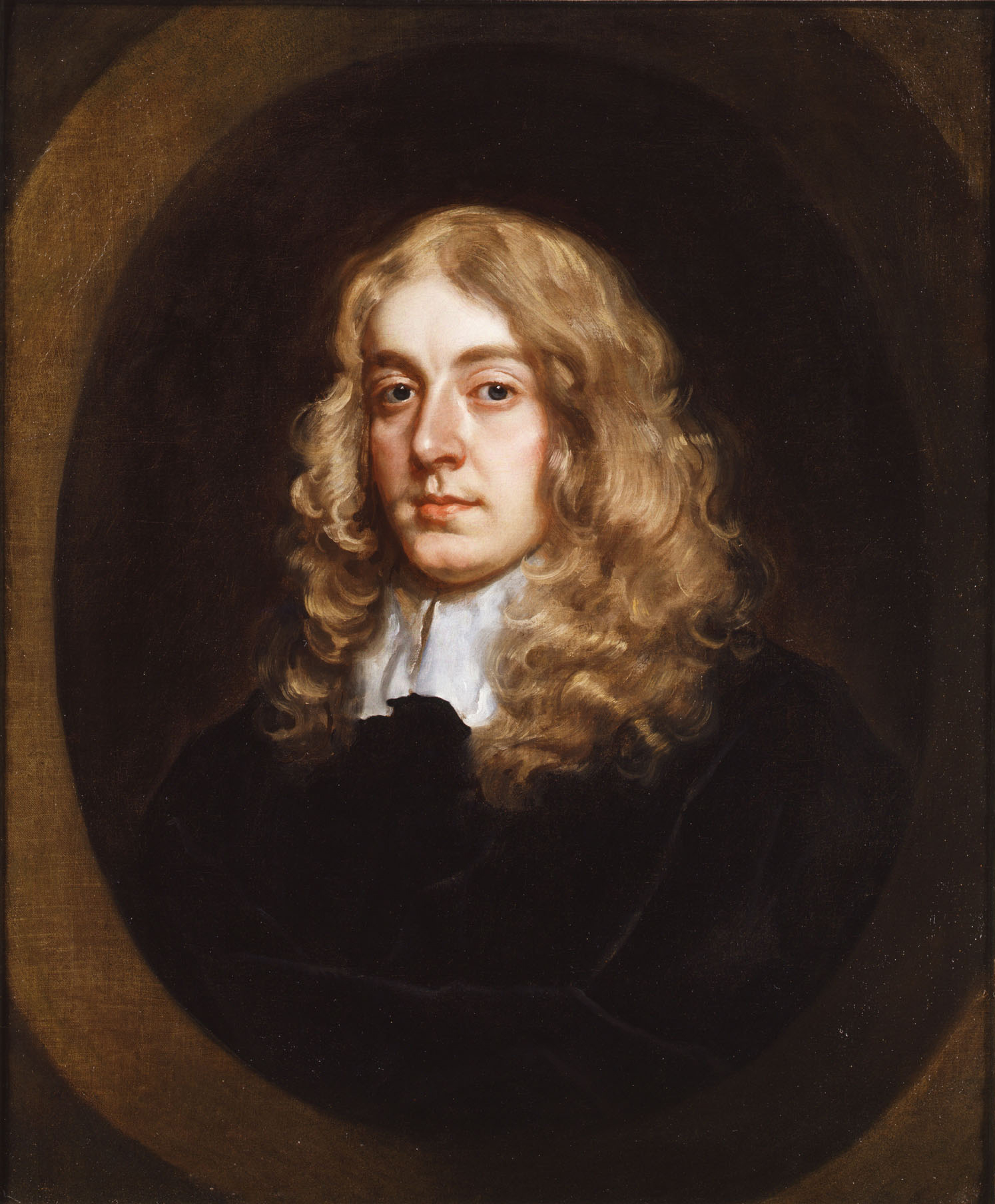
Samuel Morland

Sir Samuel Morland, 1st Baronet (* 1625, in Sulhamstead Bannister, heute Sulhamstead, Berkshire; † 30. Dezember 1695 in Hammersmith, Middlesex) war ein englischer Gelehrter, Diplomat, Spion, Erfinder und Mathematiker.

## Bildung
Morland war ein Sohn von Thomas Morland, dem Pfarrer der Gemeindekirche von Sulhamstead Bannister in Berkshire, aus Westmoreland. Er ab 1638 wurde in der Winchester School unterrichtet. 1644 trat er mit 19 Jahren in das Magdalene College der Universität Cambridge ein, wo er viel Zeit mit dem Studium der Mathematik verbrachte. Ihm wurde 1648 der BA und 1652 der MA verliehen. Nachdem er zum Fellow gewählt worden war, blieb er dort bis 1653. Er wurde ein fähiger Latinist und war tüchtig in Griechisch, Hebräisch und Französisch – letzteres die Sprache von Kultur und Diplomatie. Er war ein Tutor von Samuel Pepys, zu dem er eine lebenslange Bekanntschaft pflegte. Pepys berichtet, dass jedermann ihn für einen Bösewicht halte.

## Diplomat
Da nicht die niederen Weihen annehmen wollte, verließ Morland Cambridge. Auf Empfehlung von Walter Strickland wurde er 1653 von dem Botschafter Bulstrode Whitelocke angestellt. Dieser besuchte im selben Jahr den Hof der Königin Kristina von Schweden, mit Morland in seinem Gefolge. Dort verfasste dieser eine Anglo-Französische Grammatik. Nach dem Abschluss eines Vertrages mit Schweden im April 1654 kehrte er nach England zurück. 1655 wurde er von Oliver Cromwell nach Rivoli geschickt, um gegen die Verfolgung  der protestantischen Waldenser durch Karl Emanuel II., den Herzog von Savoyen zu protestieren. Er blieb einige Zeit bei John Pell, dem englischen Botschafter in Genf und schrieb ein Buch über die Waldenser in Piemont, The History of the Evangelical Churches of the Valleys of Piemont (1658).

## Spion
Als Sekretär von John Thurloe, einem Regierungsbeamten des Commonwealths in Spionageangelegenheiten, entfremdete such Morland vom Commonwealths, angeblich nach dem Bekanntwerden eines Komplottes von Sir Richard Willis, Thurloe und Richard Cromwell um den künftigen König Charles II. Morland begann, als Doppelagent für die Stuart-Restauration zu arbeiten und beteiligte sich an Spionage, die ihm später halfen, in königliche Dienste zu treten.

## Erfinder und Mathematiker
Am 18. Juli 1660 wurde ihm der Adelstitel Baronet verliehen und eine kleine Rolle bei Gericht gegeben. Sein Haupteinkommen erzielte er durch das Anwenden seines Wissens in Mathematik und Hydraulik, um verschiedene Maschinen zu konstruieren und instand zu halten – am auffallendsten „Wasser-Motoren“, eine frühe Art von Wasser-Pumpe. Zum Beispiel wurde er eingestellt, um die Wasserversorgung zu Windsor Castle zu verbessern, wo er im Laufe der Zeit (um 1675) eine Ventilkolbenpumpe, fähig „große Mengen von Wasser, mit weit weniger Ausmaß von Kraft als durch eine Kette oder eine andere Pumpe, zu heben“, patentierte. Er experimentierte auch im Gebrauch von Schießpulver, um ein Vakuum zu erzeugen, das Wasser ansaugen würde (praktisch der erste innere Verbrennungsmotor) und arbeitete an Ideen für einen Dampfmotor. Morlands Pumpen fanden Anwendung im Haushalt, in der Marine und in der Industrie, beispielsweise bei Brunnen, Entwässerungsteichen, in Bergwerken und zur Brandbekämpfung.
Gleichzeitig machte er auch in anderen Bereichen Erfindungen. Er erfand eine nicht-dezimale Addiermaschine (arbeitend mit englischen Pounds, Shillings und Pence), eine Maschine, die trigonometrische Kalkulationen durchführte, und eine Rechenmaschine, die alle vier Grundrechenarten beherrscht haben soll (sie wird von manchen als die erste Multipliziermaschine der Welt angesehen; ein Beispiel ist im Wissenschaftsmuseum in South Kensington ausgestellt).
1666 erhielt er ein Patent für die Herstellung von Metallfeuerherden, und 1671 beanspruchte er Gutschrift für das Erfinden der Sprechtrompete, eine frühe Form des Megaphons. Er bekam später einen Vertrag, den König mit Spiegeln zu beliefern und diese aufzustellen sowie die königlichen Druckpressen instand zu halten. 1681 wurde er vom König wegen seiner Arbeit am Wassersystem von Windsor zum Magister Mechanicorum (Master of mechanics) ernannt. Er korrespondierte mit Pepys über Kanonenschiffe, entwarf eine Maschine, um Schiffsanker zu wiegen, entwickelte neue Formen von Barometern und entwarf eine Codiermaschine.
Von 1677 an wohnte er in Vauxhall im zentralen London und 1684 zog er in ein Haus in Hammersmith. Er wurde zunehmend blind und verlor ungefähr 1692 sein Sehvermögen ganz. Drei Jahre später starb er am 30. Dezember 1695 und wurde am 6. Januar 1696 in der Kirche von Hammersmith begraben.

## Anmerkung
Er darf nicht verwechselt werden mit Samuel Morland (?–1722), der 1703 in einem Vortrag vor der Royal Society London über die Geschlechter von Pflanzen und die Befruchtung durch Pollen berichtete. Angeregt wurde er dabei durch die mikroskopische Entdeckung von Samenzellen durch Antoni van Leeuwenhoek.

## Werke
- The History of the Evangelical Churches of the Valleys of Piemont. 1658.
- A new, exact and most expeditious method of delineating all manner of fortifications. London 1672.
- The description and use of two arithmetick instruments: together with a short treatise, explaining and demonstrating the ordinary operations of arithmetick: as likewise, a perpetual almanack, and several useful tables. M. Pitt, London 1673.